# Gloriosa Trinità

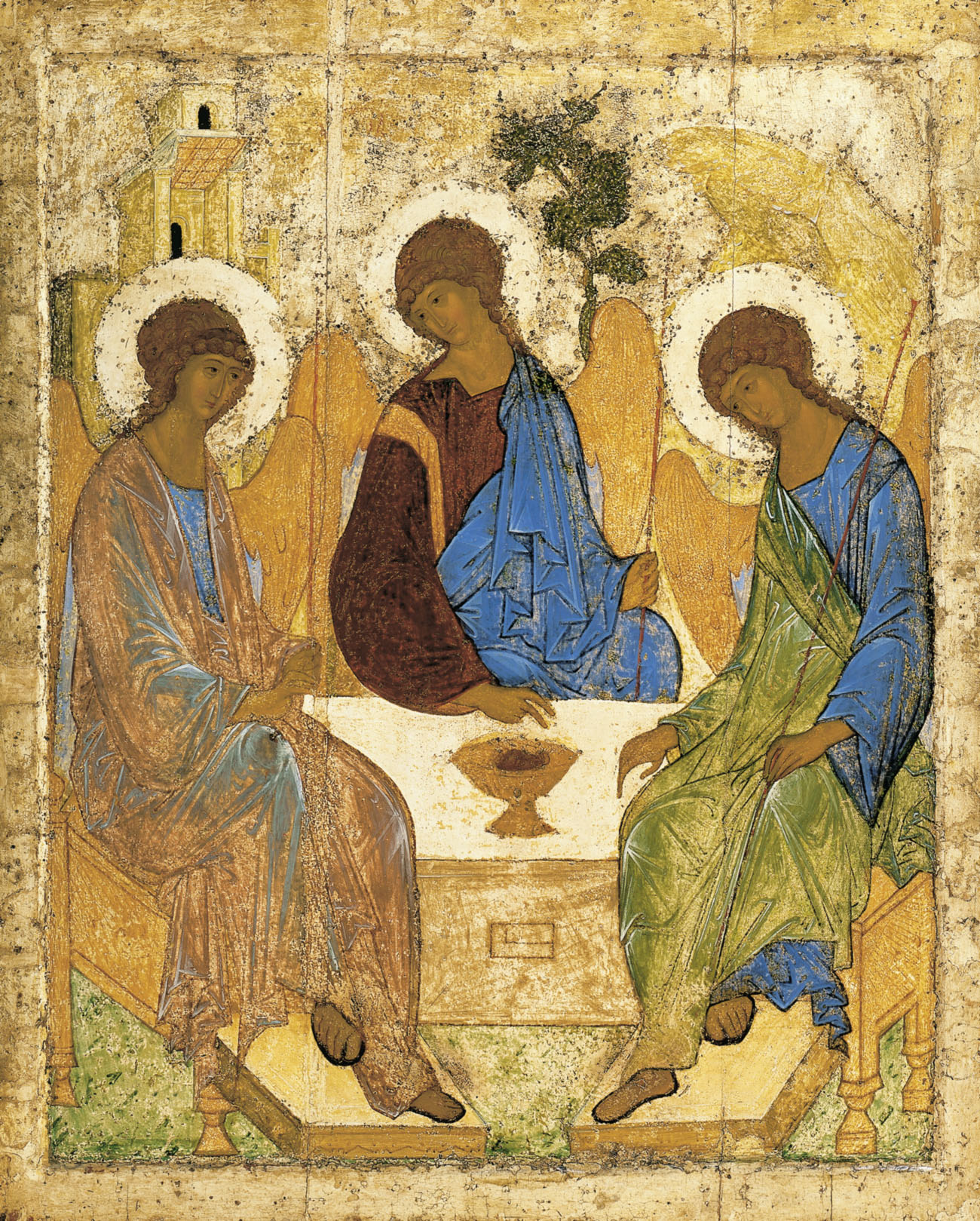
Trójca Święta - ikona Rublowa

Gloriosa Trinità - to międzynarodowa katolicka wspólnota charyzmatyczno-ewangelizacyjna.
Ruch Gloriosa Trinita jest obecny we Włoszech, Polsce, Białorusi, Litwie. 
W Polsce ruch ten funkcjonuje od września 2004 roku. Pierwszym miejscem funkcjonowania było Sanktuarium Miłosierdzia Bożego w Łomży.
Ruch Gloriosa Trinità jest stowarzyszeniem wiernych, poświęconym Trójcy Świętej, która jest wzorem rodziny doskonałej.